# Ritratto del cardinale Niccolò Albergati
Ritratto del cardinale Niccolò Albergati è un dipinto olio su tavola (34×27,5 cm) di Jan van Eyck, databile al 1431 circa e conservato nel Kunsthistorisches Museum di Vienna.

## Storia
Niccolò Albergati fu un importante protagonista della politica pontificia sotto Martino V. Durante un congresso di pace ad Arras incontrò van Eyck, che lo ritrasse su un disegno dove erano appuntati anche note per la colorazione in previsione di effettuarne il ritratto, che venne concluso negli anni immediatamente successivi.

## Descrizione e stile
Il prelato è ritratto di tre quarti, come consueto nella pittura fiamminga fin dagli anni trenta del XV secolo, su uno sfondo scuro che esalta al massimo l'effigie, posta invece in piena luce.
Il contrasto luminoso è attenuato da una luce diffusa, che rischiara l'anziano cardinale i cui tratti sembrano suggerire un certo affaticamento psicologico. Nonostante i segni dell'età però l'anziano sembra emanare una calma bonaria, che sembra saper affrontare con solenne tranquillità gli affanni della sua esistenza.
Come consueto nella opere di van Eyck una straordinaria attenzione è riservata ai dettagli, grazie alla particolare tecnica da lui affinata delle velature a strati successivi di colori macinati con legante a olio, che permetteva effetti di straordinaria trasparenza e lucidità. Ciò si riscontra benissimo nella resa analitica delle rughe, nella finezza con cui sono trattati i capelli, nella resa materica della morbidezza della pesante stoffa del mantello e della pelliccia delle bordature.
Il confronto tra schizzo e quadro suggerisce che il pittore abbia sottilmente modificato l'immagine del prelato sottoponendo l'immagine ritratta nello schizzo, più fresca e verosimigliante, ad un'opera di revisione morale, impartendo al viso del prelato, sereno e non particolarmente imponente nello schizzo, un'aria di pensosa autorità.
Un'analisi delle dimensioni relative delle diverse parti del viso del prelato dimostra che Jan van Eyck ha modificato le proporzioni della figura: le spalle del cardinale siano più ampie rispetto alla testa e che l'apertura delle maniche è più distante dalla linea delle spalle, dando l'impressione di una persona più alta che nel disegno preparatorio. Per quanto il quadro sembri nel complesso più allungato del disegno originale, la semplice ipotesi di una deformazione derivante dall'uso di lenti per ingrandire l'immagine, non spiega adeguatamente le dimensioni dell'orecchio: esso infatti è stato significativamente aumentato in dimensione per suscitare la sensazione di vetustà (infatti le orecchie ed il naso delle persone continuano a crescere per tutta la vita e le persone anziane hanno naso e orecchie più grandi), vetustà che manca nello schizzo preparatorio, caratterizzato da un orecchio piccolo, quasi infantile appunto ove pur non manca la vecchiezza della pelle. Il naso è stato alleggerito nella tonalità e nella curva inferiore, impartendogli nobiltà ed autorità al posto di una certa mondanità. La bocca è stata atteggiata con labbra serrate, che comunicano pensosità, cancellando la pacifica espressione raccolta dallo schizzo, e l'occhio di sinistra è stato corretto per rafforzare l'estressione pensosa. Il taglio di capelli è stato alleggerito e reso più austero. Nel complesso, l'autore soffonde nella figura del Cardinale Albergati una autorità e profondità di pensiero che non si colgono nello schizzo preparatorio.
Interessante è anche notare come la cappa cardinalizia si presenti come sfocata e priva di dettaglio, quasi riducendola a mero simbolo di stato sociale, rispetto alla perfetta definizione del viso del prelato, facendone così il vero ed unico centro d'attenzione.